# West-MacDonnell-Nationalpark
Der West-MacDonnell-Nationalpark (engl. West MacDonnell National Park) umfasst ein 2069 km² großes Gebiet im Gebirgszug der MacDonnell Ranges im australischen Nordterritorium westlich der Stadt Alice Springs.
Er wurde 1992 gegründet, nachdem die Regierung des Northern Territory 170.000 ha Land von fünf wegen mehrfacher Abbruchlawinen aufgegebenen Rinderfarmen gekauft hatte.
Von Alice Springs aus ist der Nationalpark durch asphaltierte Straßen angebunden (Larapinta Drive und Namatjira Drive). Vom Uluṟu aus gibt es eine Piste, die nur mit Allradantrieb befahrbar ist.
Zu den touristischen Attraktionen dieses Nationalparks zählen:
- Larapinta-Trail: Teile des 223 km langen Fernwanderweges verlaufen durch den Nationalpark.
- Rungutjirpa (Simpson's Gap): Felsenschlucht aus rotem Sandstein; mit etwas Glück zeigen sich am frühen Morgen Felskängurus sowie einige seltene Vogelarten; am Ende der Schlucht permanente Wasserstelle. Nach Überlieferung der Arrernte-Aborigines waren ihre Vorfahren an diesem Ort Riesen.
- Udepata (Ellery Gorge) im Ellery Creek Big Hole: Enge Wasser führende Serpentinenschlucht mit Flusseukalypten.
- Ormiston Gorge: Schlucht mit 300 m hohen Wänden aus zwei übereinander liegenden Quarzschichten.
- Redback Gorge
- Glen Helen Gorge